# Copa del Món de ciclisme en pista de 1999
La Copa del Món de ciclisme en pista de 1999 va ser la 7a edició de la Copa del Món de ciclisme en pista. Es va celebrar del 21 de maig de 1999 al 6 de setembre de 1999 amb la disputa de cinc proves.

## Proves
| Data              | Lloc               |
| ----------------- | ------------------ |
| 21-23 maig 1999   | Ciutat de Mèxic    |
| 28-30 maig 1999   | Frisco             |
| 18-20 juny 1999   | València           |
| 27-29 agost 1999  | Fiorenzuola d'Arda |
| 4-6 setembre 1999 | Cali               |

## Resultats

### Masculins
| Event                 | Guanyador                                                                                | Segon                                                                                     | Tercer                                                                                        |
| Ciutat de Mèxic       | Ciutat de Mèxic                                                                          | Ciutat de Mèxic                                                                           | Ciutat de Mèxic                                                                               |
| --------------------- | ---------------------------------------------------------------------------------------- | ----------------------------------------------------------------------------------------- | --------------------------------------------------------------------------------------------- |
| Keirin                | Roberto Chiappa (ITA)                                                                    | Marty Nothstein (EUA)                                                                     | Jan van Eijden (GER)                                                                          |
| Quilòmetre            | Hervé Robert Thuet (FRA)                                                                 | Jason Queally (GBR)                                                                       | Matthew Sinton (NZL)                                                                          |
| Velocitat             | Jan van Eijden (GER)                                                                     | Darryn Hill (AUS)                                                                         | Marty Nothstein (EUA)                                                                         |
| Velocitat per equips  | Regne Unit · Chris Hoy · Jason Queally · Craig MacLean                                   | Polònia · Konrad Czajkowski · Grzegorz Krejner · Marcin Mientki                           | Espanya · Salvador Melià · José Antonio Villanueva · José Antonio Escuredo                    |
| Persecució            | Francis Moreau (FRA)                                                                     | Robert Karśnicki (POL)                                                                    | Franco Marvulli (SUI)                                                                         |
| Persecució per equips | França · Damien Pommereau · Cyril Bos · Philippe Ermenault · Francis Moreau              | Nova Zelanda · Lee Vertongen · Gregory Henderson · Timothy Carswell · Brendon Cameron     | Colòmbia · Luis Felipe Laverde · Jhon Freddy Garcia · Víctor Hugo Herrera · Juan David Alzate |
| Puntuació             | Franco Marvulli (SUI)                                                                    | James Carney (EUA)                                                                        | Alexei Garanin (RUS)                                                                          |
| Madison               | Espanya · Joan Llaneras · Miquel Alzamora                                                | Rússia · Oleg Grixkin · Andrei Minachkine                                                 | Nova Zelanda · Timothy Carswell · Gregory Henderson                                           |
| Frisco                |                                                                                          |                                                                                           |                                                                                               |
| Keirin                | Laurent Gané (FRA)                                                                       | Roberto Chiappa (ITA)                                                                     | Jan van Eijden (GER)                                                                          |
| Quilòmetre            | Sören Lausberg (GER)                                                                     | Shane Kelly (AUS)                                                                         | Grzegorz Krejner (POL)                                                                        |
| Velocitat             | Laurent Gané (FRA)                                                                       | Marty Nothstein (EUA)                                                                     | Jan van Eijden (GER)                                                                          |
| Velocitat per equips  | Polònia · Konrad Czajkowski · Grzegorz Krejner · Marcin Mientki                          | Austràlia · Danny Day · Gary Neiwand · Shane Kelly                                        | Alemanya · Jan van Eijden · René Wolff · Sören Lausberg                                       |
| Persecució            | Christian Vande Velde (EUA)                                                              | Mauro Trentini (ITA)                                                                      | Luke Roberts (AUS)                                                                            |
| Persecució per equips | Austràlia · Graeme Brown · Nigel Grigg · Brett Lancaster · Luke Roberts                  | França · Damien Pommereau · Cyril Bos · Philippe Ermenault · Francis Moreau               | Estats Units · Adam Laurent · Michael Tillman · Christian Vande Velde · Thomas Mulkey         |
| Puntuació             | Brian Walton (CAN)                                                                       | Luis Fernando Sepúlveda (CHI)                                                             | Franz Stocher (AUT)                                                                           |
| Madison               | Argentina · Juan Curuchet · Gabriel Curuchet                                             | Espanya · Isaac Gálvez · Miquel Alzamora                                                  | Àustria · Roland Garber · Franz Stocher                                                       |
| València              |                                                                                          |                                                                                           |                                                                                               |
| Keirin                | Frédéric Magné (FRA)                                                                     | Jens Fiedler (GER)                                                                        | David Cabrero (ESP)                                                                           |
| Quilòmetre            | Jason Queally (GBR)                                                                      | Stefan Nimke (GER)                                                                        | Damien Gérard (FRA)                                                                           |
| Velocitat             | Florian Rousseau (FRA)                                                                   | Jens Fiedler (GER)                                                                        | Roberto Chiappa (ITA)                                                                         |
| Velocitat per equips  | Alemanya · Jens Fiedler · Eyk Pokorny · Stefan Nimke                                     | França · Florian Rousseau · Frédéric Magné · Damien Gérard                                | Polònia · Bartłomiej · Grzegorz Krejner · Marcin Mientki                                      |
| Persecució            | Robert Bartko (GER)                                                                      | Sergiy Matveyev (UKR)                                                                     | Mauro Trentini (ITA)                                                                          |
| Persecució per equips | Alemanya · Thorsten Rund · Christian Lademann · Daniel Becke · Guido Fulst               | Ucraïna · Alexandre Simonenko · Ruslan Pidgornyy · Sergiy Chernyavsky · Olexander Fedenko | Itàlia · Mario Benetton · Cristian Bianchini · Mauro Trentini · Cristiano Citton              |
| Puntuació             | Vasyl Iakovlev (UKR)                                                                     | Kouji Yoshii (JPN)                                                                        | Matthew Gilmore (BEL)                                                                         |
| Madison               | Argentina · Juan Curuchet · Gabriel Curuchet                                             | Alemanya · Guido Fulst · Thorsten Rund                                                    | Dinamarca · Jimmi Madsen · Anders Kristensen                                                  |
| Fiorenzuola d'Arda    |                                                                                          |                                                                                           |                                                                                               |
| Keirin                | No disputat pel mal temps                                                                |                                                                                           |                                                                                               |
| Quilòmetre            | Sören Lausberg (GER)                                                                     | Dimitris Georgalis (GRE)                                                                  | Igor Troyanovskyi (UKR)                                                                       |
| Velocitat             | Roberto Chiappa (ITA)                                                                    | Laurent Gané (FRA)                                                                        | Ainārs Ķiksis (LAT)                                                                           |
| Velocitat per equips  | Regne Unit · Chris Hoy · Jason Queally · Craig MacLean                                   | Espanya · José Antonio Escuredo · Diego Ortega · José Manuel Moreno                       | Grècia · George Chimonetos · Dimitris Georgalis · Labros Vassilopoulos                        |
| Persecució            | Jens Lehmann (GER)                                                                       | Aleksei Màrkov (RUS)                                                                      | Andrea Collinelli (ITA)                                                                       |
| Persecució per equips | Ucraïna · Alexandre Simonenko · Sergiy Matveyev · Sergiy Chernyavsky · Olexander Fedenko | Itàlia · Mirko Crepaldi · Andrea Collinelli · Marco Villa · Cristiano Citton              | Rússia · Vladislav Boríssov · Vladimir Karpets · Denis Smyslov · Aleksei Màrkov               |
| Puntuació             | Silvio Martinello (ITA)                                                                  | Cho Ho-sung (KOR)                                                                         | Jakob Piil (DEN)                                                                              |
| Madison               | Austràlia · Brett Aitken · Scott McGrory                                                 | Itàlia · Silvio Martinello · Marco Villa                                                  | Bèlgica · Matthew Gilmore · Etienne De Wilde                                                  |
| Cali                  |                                                                                          |                                                                                           |                                                                                               |
| Keirin                | Shinichi Ota (JPN)                                                                       | José Antonio Escuredo (ESP)                                                               | Christian Arrue (EUA)                                                                         |
| Quilòmetre            | Arnaud Tournant (FRA)                                                                    | Garren Bloch (RSA)                                                                        | Neil Campbell (GBR)                                                                           |
| Velocitat             | Mickaël Bourgain (FRA)                                                                   | Vincent Le Quellec (FRA)                                                                  | Christian Arrue (EUA)                                                                         |
| Velocitat per equips  | França · Arnaud Tournant · Vincent Le Quellec · Mickaël Bourgain                         | Eslovàquia · Jaroslav Jeřábek · Peter Bazálik · Ján Lepka                                 | Regne Unit · Craig McLean · Neil Campbell · Craig Percival                                    |
| Persecució            | Stefan Steinweg (GER)                                                                    | Luke Roberts (AUS)                                                                        | Mariano Friedick (EUA)                                                                        |
| Persecució per equips | Austràlia · Luke Roberts · Brett Lancaster · Graeme Brown · Nigel Grigg                  | Dinamarca · Michael Sandstød · Jimmi Madsen · Jacob Nielsen · Jakob Piil                  | Espanya · Carlos Torrent · Xavier Florencio · Joan Llaneras · Santos González                 |
| Puntuació             | Juan Esteban Curuchet (ARG)                                                              | Zbigniew Wyrzykowski (POL)                                                                | Nigel Grigg (AUS)                                                                             |
| Madison               | Espanya · Joan Llaneras · Miquel Alzamora                                                | Argentina · Juan Curuchet · Gabriel Curuchet                                              | Alemanya · Stefan Steinweg · Mario Vonhof                                                     |

### Femenins
| Event                 | Guanyadora                 | Segona                   | Tercera                    |
| Ciutat de Mèxic       | Ciutat de Mèxic            | Ciutat de Mèxic          | Ciutat de Mèxic            |
| --------------------- | -------------------------- | ------------------------ | -------------------------- |
| 500 m. contrarellotge | Tanya Dubnicoff (CAN)      | Nancy Contreras (MEX)    | Oksana Gríxina (RUS)       |
| Velocitat             | Tanya Dubnicoff (CAN)      | Jennie Reed (EUA)        | Oksana Gríxina (RUS)       |
| Persecució            | Rasa Mažeikytė (LTU)       | Yvonne McGregor (GBR)    | Leontien van Moorsel (NED) |
| Puntuació             | Mandy Poitras (CAN)        | Antonella Bellutti (ITA) | Olga Sliússareva (RUS)     |
| Frisco                |                            |                          |                            |
| 500 m. contrarellotge | Félicia Ballanger (FRA)    | Tanya Dubnicoff (CAN)    | Jiang Cuihua (CHN)         |
| Velocitat             | Félicia Ballanger (FRA)    | Tanya Dubnicoff (CAN)    | Wang Yan (CHN)             |
| Persecució            | Erin Veenstra (EUA)        | Sarah Ulmer (NZL)        | Natalia Karimova (RUS)     |
| Puntuació             | Olga Sliússareva (RUS)     | Alayna Burns (AUS)       | Anke Wichmann (GER)        |
| València              |                            |                          |                            |
| 500 m. contrarellotge | Félicia Ballanger (FRA)    | Jiang Cuihua (CHN)       | Nancy Contreras (MEX)      |
| Velocitat             | Félicia Ballanger (FRA)    | Jennie Reed (EUA)        | Magali Faure (FRA)         |
| Persecució            | Rasa Mažeikytė (LTU)       | Judith Arndt (GER)       | Lucy Tyler Sharman (AUS)   |
| Puntuació             | Belem Guerrero (MEX)       | Judith Arndt (GER)       | Antonella Bellutti (ITA)   |
| Fiorenzuola d'Arda    |                            |                          |                            |
| 500 m. contrarellotge | No disputada               |                          |                            |
| Velocitat             | Félicia Ballanger (FRA)    | Wang Yan (CHN)           | Jiang Cuihua (CHN)         |
| Persecució            | Leontien van Moorsel (NED) | Marion Clignet (FRA)     | Elena Tchalykh (RUS)       |
| Puntuació             | Elena Tchalykh (RUS)       | Antonella Bellutti (ITA) | Magali Faure (FRA)         |
| Cali                  |                            |                          |                            |
| 500 m. contrarellotge | Tanya Dubnicoff (CAN)      | Kathrin Freitag (GER)    | Jiang Cuihua (CHN)         |
| Velocitat             | Tanya Dubnicoff (CAN)      | Michelle Ferris (AUS)    | Tanya Lindenmuth (EUA)     |
| Persecució            | Marion Clignet (FRA)       | Sarah Ulmer (NZL)        | Natalia Karimova (RUS)     |
| Puntuació             | Marion Clignet (FRA)       | Belem Guerrero (MEX)     | Edita Kubelskiene (LTU)    |

## Classificacions

### Països
| Rang | País/Equip   | C. Mèxic | Frisco | València | Fiorenzuola | Cali | Total |
| ---- | ------------ | -------- | ------ | -------- | ----------- | ---- | ----- |
| 1    | França       | -        | -      | -        | -           | -    | 384   |
| 2    | Alemanya     | -        | -      | -        | -           | -    | 293   |
| 3    | Estats Units | -        | -      | -        | -           | -    | 270   |
| 4    | Austràlia    | -        | -      | -        | -           | -    | 206   |
| 5    | Itàlia       | -        | -      | -        | -           | -    | 201   |
| 6    | Espanya      | -        | -      | -        | -           | -    | 172   |
| 7    | Regne Unit   | -        | -      | -        | -           | -    | 171   |
| 8    | Rússia       | -        | -      | -        | -           | -    | 163   |
| 9    | Nova Zelanda | -        | -      | -        | -           | -    | 130   |
| 10   | Canadà       | -        | -      | -        | -           | -    | 123   |

### Masculins
| Pos. | Ciclista        | Mex | Fri | Val | Fio | Cal | Pts |
| 1.   | Roberto Chiappa | 12  | 10  | 5   | -   | -   | 27  |
| 2.   | Marty Nothstein | 10  | 7   | -   | -   | -   | 17  |
| 3.   | Jan van Eijden  | 8   | 8   | -   | -   | -   | 16  |
| 4.   | Christian Arrue | -   | -   | 7   | -   | 8   | 15  |
| 5.   | Pavel Buráň     | 4   | 3   | 6   | -   | -   | 13  |

| Pos. | Ciclista         | Mex | Fri | Val | Fio | Cal | Pts |
| 1.   | Sören Lausberg   | 6   | 12  | -   | 12  | -   | 30  |
| 2.   | Grzegorz Krejner | 7   | 8   | 7   | -   | -   | 22  |
|      | Jason Queally    | 10  | -   | 12  | -   | -   | 22  |
| 4.   | Garren Bloch     | -   | -   | 4   | 6   | 10  | 20  |
| 5.   | Matthew Sinton   | 8   | 4   | -   | 4   | -   | 18  |

| Pos. | Ciclista         | Mex | Fri | Val | Fio | Cal | Pts |
| 1.   | Jan van Eijden   | 12  | 8   | -   | 7   | -   | 27  |
| 2.   | Roberto Chiappa  | 3   | 3   | 8   | 12  | -   | 26  |
| 3.   | Laurent Gané     | -   | 12  | -   | 10  | -   | 22  |
| 4.   | Christian Arrue  | 6   | 6   | -   | -   | 8   | 20  |
| 5.   | Florian Rousseau | 7   | -   | 12  | -   | -   | 19  |

| Pos. | Ciclista         | Mex | Fri | Val | Fio | Cal | Pts |
| 1.   | Luke Roberts     | -   | 8   | -   | -   | 10  | 18  |
|      | Mauro Trentini   | -   | 10  | 8   | -   | -   | 18  |
| 3.   | Franco Marvulli  | 8   | 6   | -   | 3   | -   | 17  |
| 4.   | Robert Karśnicki | 10  | 3   | -   | 1   | -   | 14  |
|      | Paul Manning     | 6   | 2   | -   | -   | 6   | 14  |

| Pos. | Equip      | Mex | Fri | Val | Fio | Cal | Pts |
| 1.   | Regne Unit | 12  | 7   | 6   | 12  | 8   | 45  |
| 2.   | Espanya    | 8   | 5   | 7   | 10  | -   | 30  |
|      | Polònia    | 10  | 12  | 8   | -   | -   | 30  |
| 4.   | Alemanya   | 5   | 8   | 12  | 1   | -   | 26  |
| 5.   | França     | 3   | -   | 10  | -   | 12  | 25  |

| Pos. | Equip      | Mex | Fri | Val | Fio | Cal | Pts |
| 1.   | França     | 12  | 10  | 6   | 4   | -   | 32  |
| 2.   | Espanya    | 5   | 5   | 4   | 6   | 8   | 28  |
| 3.   | Austràlia  | -   | 12  | -   | -   | 12  | 24  |
| 4.   | Ucraïna    | -   | -   | 10  | 12  | -   | 22  |
| 5.   | Regne Unit | 2   | 4   | 7   | 5   | -   | 18  |

| Pos. | Ciclista                | Mex | Fri | Val | Fio | Cal | Pts |
| 1.   | Cho Ho-sung             | -   | -   | -   | 10  | 7   | 17  |
| 2.   | Zbigniew Wyrzykowski    | -   | -   | 5   | 2   | 10  | 17  |
| 3.   | James Carney            | 10  | -   | 1   | -   | 5   | 16  |
|      | Juan Esteban Curuchet   | 4   | -   | -   | -   | 12  | 16  |
|      | Luis Fernando Sepulveda | -   | 10  | -   | -   | 6   | 16  |

| Pos. | Ciclista  | Mex | Fri | Val | Fio | Cal | Pts |
| 1.   | Argentina | 3   | 12  | 12  | -   | 10  | 37  |
|      | Espanya   | 12  | 10  | 3   | -   | 12  | 37  |
| 3.   | Austràlia | -   | 7   | -   | 12  | -   | 19  |
| 4.   | Alemanya  | -   | -   | 10  | -   | 8   | 18  |
|      | Itàlia    | 7   | 1   | -   | 10  | -   | 18  |

### Femenins
| Pos. | Ciclista           | Mex | Fri | Val | Fio | Cal | Pts |
| 1.   | Antonella Bellutti | 10  | -   | 8   | 10  | -   | 28  |
| 2.   | Belem Guerrero     | -   | -   | 12  | -   | 10  | 22  |
| 3.   | Olga Slyusareva    | 8   | 12  | -   | -   | -   | 20  |
| 4.   | Alayna Burns       | -   | 10  | -   | -   | 6   | 16  |
|      | Mandy Poitras      | 12  | -   | -   | -   | 4   | 16  |

| Pos. | Ciclista          | Mex | Fri | Val | Fio | Cal | Pts |
| 1.   | Tanya Dubnicoff   | 12  | 10  | -   | -   | 12  | 34  |
| 2.   | Jiang Cuihua      | -   | 8   | 10  | -   | 8   | 26  |
| 3.   | Félicia Ballanger | -   | 12  | 12  | -   | -   | 24  |
|      | Nancy Contreras   | 10  | 6   | 8   | -   | -   | 24  |
| 5.   | Oksana Gríxina    | 8   | 7   | -   | -   | -   | 15  |

| Pos. | Ciclista          | Mex | Fri | Val | Fio | Cal | Pts |
| 1.   | Félicia Ballanger | -   | 12  | 12  | 12  | -   | 36  |
| 2.   | Tanya Dubnicoff   | 12  | 10  | -   | -   | 12  | 34  |
| 3.   | Wang Yan          | -   | 8   | -   | 10  | 7   | 25  |
| 4.   | Jennie Reed       | 10  | 3   | 10  | -   | -   | 23  |
| 5.   | Magali Faure      | -   | -   | 8   | 7   | 4   | 19  |

| Pos. | Ciclista             | Mex | Fri | Val | Fio | Cal | Pts |
| 1.   | Rasa Mažeikytė       | 12  | 3   | 12  | 7   | -   | 34  |
| 2.   | Marion Clignet       | -   | 1   | -   | 10  | 12  | 23  |
| 3.   | Sarah Ulmer          | -   | 10  | -   | -   | 10  | 20  |
|      | Leontien van Moorsel | 8   | -   | -   | 12  | -   | 20  |
| 5.   | María Luisa Calle    | 2   | 4   | 6   | -   | 6   | 18  |